# H-подібний двигун

Анімація роботи H-подібного двигуна

H-подібний двигун — це поршневий двигун, що складається з двох окремих опозитних двигунів (у комплекті з окремими колінчастими валами), найчастіше з приводу загального вихідного валу. Назва «H-подібний двигун» пов’язана з блоками двигунів, які нагадують латинську букву «H», якщо дивитися спереду. Найуспішнішим H-подібним двигуном у цій формі був Napier Dagger та його похідні. Ця назва також застосовувалася до двигунів такого ж базового компонування, але з поворотом на 90 градусів — найвідоміша серія Napier Sabre. Варіаціями на тему «H» були Fairey Prince (H-16) і Fairey P.24 Monarch, де два двигуни зберігали окремі приводи, приводячи протилежно обертові гвинти через окремі концентричні вали. Попри успіх, вони існували лише у формі прототипу.
H-подібний двигун є відносно рідкісним типом, головним чином використовувався в авіаційних двигунах протягом 1930-х і 1940-х років. Автомобіль Формули-1 Lotus 43 1966 року використовував 16-циліндровий H-подібний двигун BRM, а 8-циліндровий використовувався для перегонів на моторних човнах у 1970-х роках.

## Дизайн
Перевагами H-подібного двигуна є можливість мати спільні частини з опозитним двигуном, на якому він заснований, і хороший баланс двигуна, що призводить до меншої вібрації (чого важко досягти в багатьох інших типах чотирициліндрових двигунів). 
Однак H-подібні двигуни відносно важкі та мають високий центр ваги. Останнє пов’язано не тільки з тим, що другий колінчастий вал розташований у верхній частині двигуна, але також двигун повинен бути досить високо над землею, щоб забезпечити простір для вихлопних труб.
Компонування U-подібного двигуна використовує подібну концепцію, розміщуючи два рядні двигуни поруч.

## Історія

### Авіаційні двигуни
- Лайкомінг, США

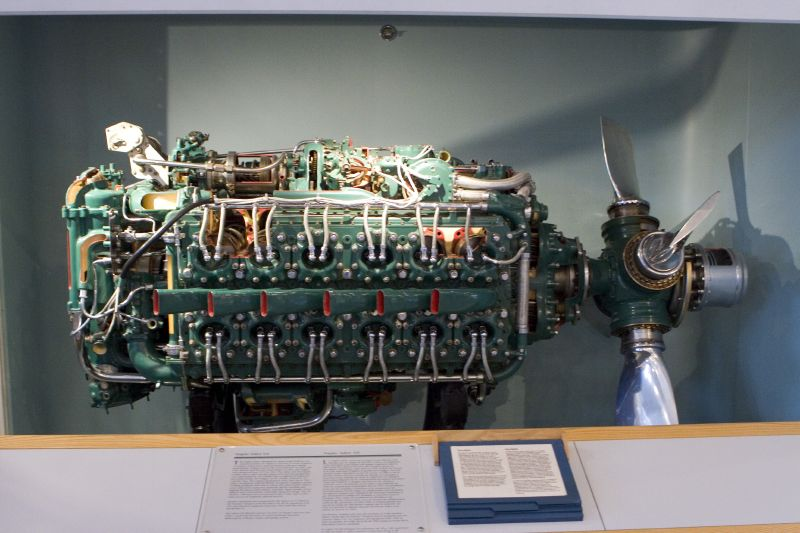
Н-подібний двигун Napier Sabre H-24 (правий борт)

  - Lycoming H-2470 H-24 «hyper engine» (1930-ті) 2 300 к. с. (1 700 кВт)
- Fairey Aviation, Великобританія
  - Fairey Prince (H-16) (1939) – 1 500 к. с. (1 100 кВт)
  - Fairey Monarch (1939) – H-24 2 240 к. с. (1 670 кВт)
- Klöckner-Humboldt-Deutz DZ 720 – H-32, 102,9 л дизель
- D. Napier & Son, Великобританія
  - Napier Rapier (1929) – H-16, з повітряним охолодженням, вертикальний, 8,83 літра 340 к. с. (250 кВт)
  - Napier Dagger (1934) – H-24, з повітряним охолодженням, вертикальний, 16,85 літра 890 к. с. (660 кВт), розвиток Rapier
  - Napier Sabre (1938) – H-24, горизонтальні рукавні клапани з водяним охолодженням, 36,7 літра 3 500 к. с. (2 600 кВт) .
- Pratt & Whitney, США
  - XH-2240 - H-24, рідинне охолодження,
  - XH-2600 - H-24, рідинне охолодження,
  - XH-3130 - H-24, рідинне охолодження,
  - XH-3730 - H-24, рідинне охолодження,
- Rolls-Royce Eagle (1944) – H-24, 46,2 л, 3 200 к. с. (2 400 кВт) .

### Гоночні двигуни Формули-1
Двигун Формули-1 H-16 British Racing Motors (BRM) виграв Гран-прі США 1966 року на Lotus 43, яким керував Джим Кларк.  Його також використовував невдалий автомобіль BRM P83 1966 року, яким керували Грем Хілл і Джекі Стюарт. Як двигун гоночного автомобіля, йому перешкоджав високий центр ваги, він був важким і складним, з подвійними верхніми кулачками з шестернею для кожної з чотирьох головок циліндрів, двома колінчастими валами, з’єднаними з шестернями, і механічним уприскуванням палива.  

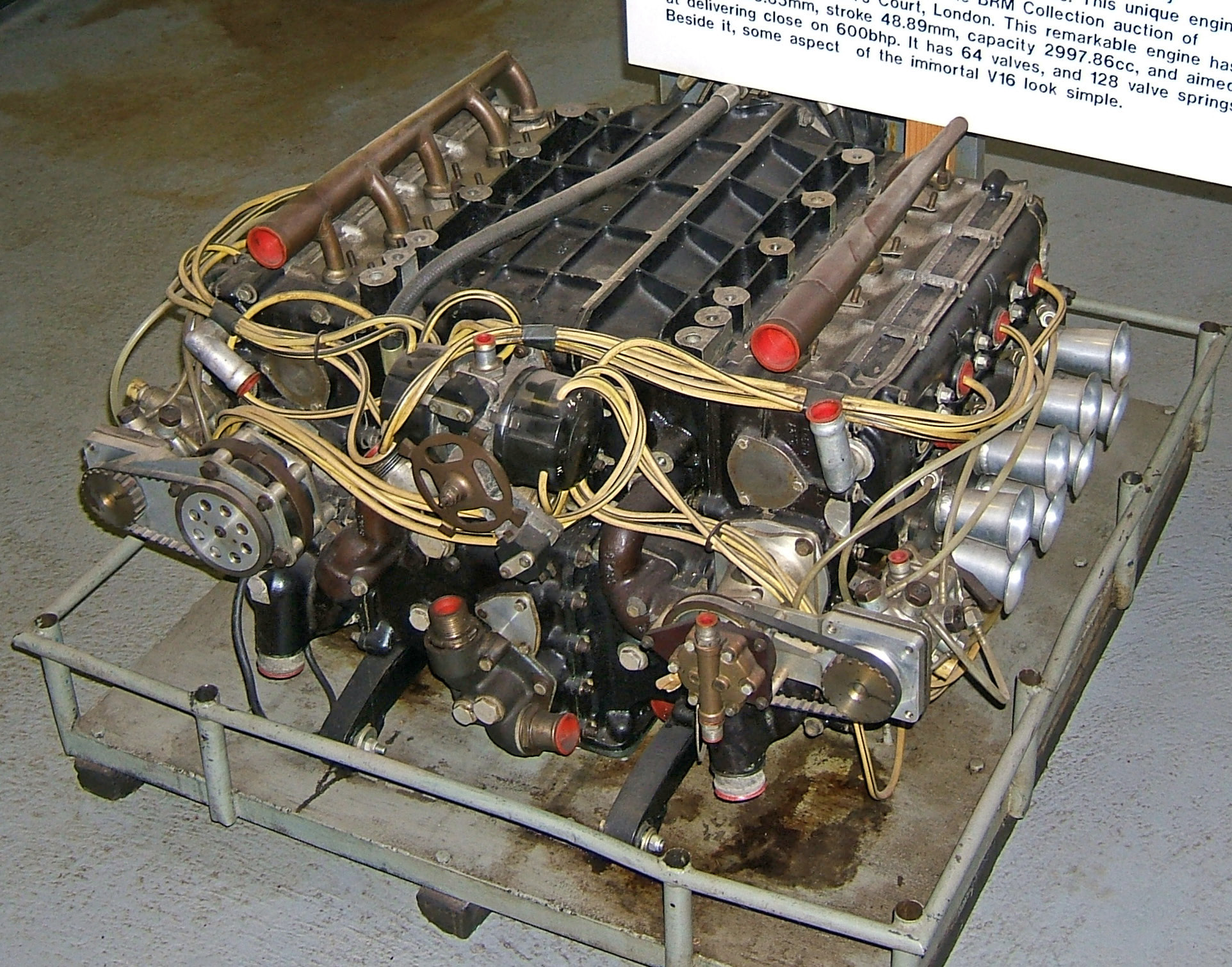
Двигун BRM H-16 (64 клапанна версія)

### Мотоциклетні двигуни

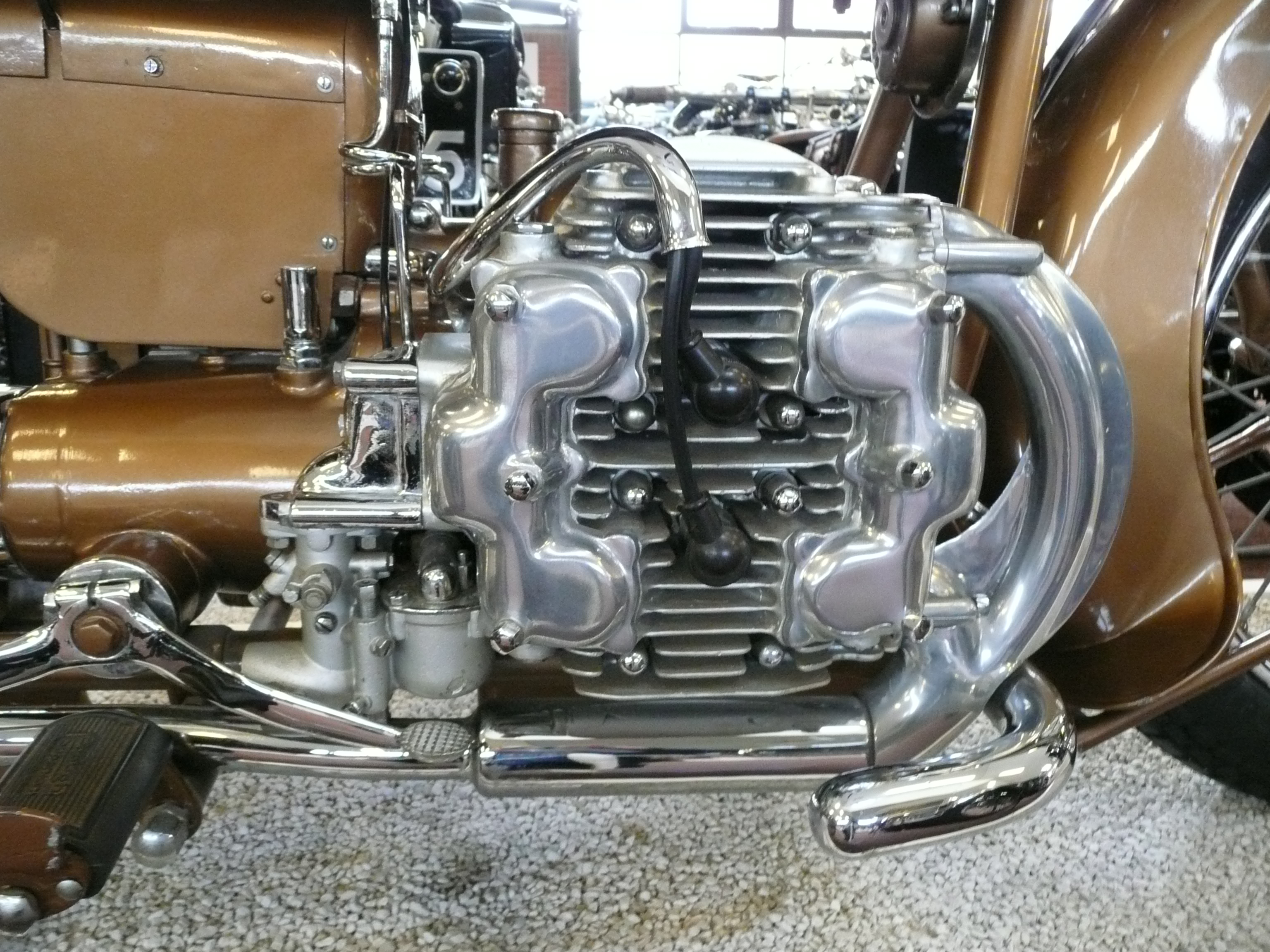
Мотоциклетний двигун Brough Superior H-4

Мотоцикл Brough Superior Golden Dream, вперше показаний у 1938 році.  1000 кубічна конструкція H-4 і кілька одиниць були виготовлені на початку 1939 року. Будь-який запланований розвиток був перерваний Другою світовою війною та наступними роками жорсткої економії.
Вулер побудував прототип мотоцикла зі схожою конфігурацією на Brough Superior Golden Dream і виставив його на Британському міжнародному автосалоні у виставковому центрі Ерлс Корт у 1948 році та знову в 1951 році. На виставці 1953 року його замінив чотирициліндровий опозитний прототип.

### Двигуни для перегонів моторних човнів
Німецька фірма Konig, яка спеціалізується на гоночних підвісних човнових моторах, побудувала кілька 1000-кубових H-8 у 1970-х роках, які в основному являли собою два чотирициліндрові VC500, встановлені один над одним, з реверсним напрямком обертання один до одного. Кожна половина двигуна являла собою 2-тактний двигун з водяним охолодженням і обертовим дисковим клапаном, що приводився в дію зубчастим ременем через два шківи 45/90 градусів, а також дві сіамові вихлопні камери розширення, що живилися двома одинарними дроселями. Обидва циліндри на кожному кінці кожного двигуна працювали одночасно, отже, сіамові вихлопи для кожної пари.

## Інші двигуни під назвою "H"
Subaru продає свої двигуни Flat-Four і Flat-Six як «H4» і «H6» відповідно. Буква "H" у цьому випадку означає "горизонтально-протилежний", альтернативний термін для опозитних двигунів.
Н-подібний двигун Saab  — рядний чотирициліндровий двигун, що випускався з 1981 по 2009 рік. Буква «Н» означає «високе стиснення».